# Франсуа Жорж Енль

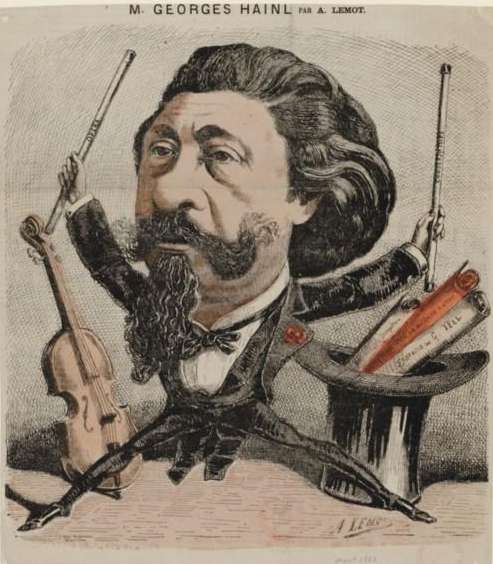
Жорж-Генль на карикатурі Ашиля Лемо

Франсуа Жорж-Генль (фр. François George Hainl; 16 листопада 1807 — 3 червня 1873) — французький диригент.
Закінчив Паризьку консерваторію (1830) як віолончеліст, учень Луї П'єра Норблена. У 1841-1863 роках очолював оркестр Великого театру в Ліоні, в 1863-1872 роках був головним диригентом Оркестру концертного товариства Паризької консерваторії, одночасно працюючи і в Паризькій опері.
Був товаришем Гектора Берліоза і частим виконавцем його творів. Диригував першим виконанням опери Верді «Дон Карлос». (11 березня 1867 року у Парижі, в рамках Всесвітньої виставки).